# Панама на Чемпіонаті світу з легкої атлетики 2017
Панама на Чемпіонаті світу з легкої атлетики 2017, що проходив з 4 по 13 серпня 2017 року в Лондоні (Велика Британія) була представлена 3 спортсменами.

## Результати

### Чоловіки
Трекові і шосейні дисципліни
| Спортсмен         | Дисципліна | Забіги    | Забіги | Півфінал        | Півфінал        | Фінал           | Фінал           |
| Спортсмен         | Дисципліна | Результат | Місце  | Результат       | Місце           | Результат       | Місце           |
| ----------------- | ---------- | --------- | ------ | --------------- | --------------- | --------------- | --------------- |
| Алонсо Едвард     | 200 м      | 20.61 SB  | 28     | Завершив виступ | Завершив виступ | Завершив виступ | Завершив виступ |
| Хорхе Кастебланко | Марафон    | Н/Д       | Н/Д    | Н/Д             | Н/Д             | DNF             | –               |

### Жінки
Трекові і шосейні дисципліни
| Спортсмен       | Дисципліна        | Забіги    | Забіги | Півфінал  | Півфінал | Фінал     | Фінал |
| Спортсмен       | Дисципліна        | Результат | Місце  | Результат | Місце    | Результат | Місце |
| --------------- | ----------------- | --------- | ------ | --------- | -------- | --------- | ----- |
| Джіанна Вудруфф | 400 м з бар'єрами | 56.50     | 21 Q   |           |          |           |       |